# بريت مورس
بريت مورس (بالإنجليزية: Brett Morse) هو منافس ألعاب قوى بريطاني، ولد في 11 فبراير 1989 في بنارث ‏ في المملكة المتحدة.

## وصلات خارجية
- بريت مورس على موقع الاتحاد الدولي لألعاب القوى (الإنجليزية)
- بريت مورس على موقع الدوري الماسي (الإنجليزية)
- بريت مورس على موقع اللجنة الأولمبية الدولية (الإنجليزية)
- بريت مورس على موقع أوليمبيديا (الإنجليزية)
- بريت مورس على موقع اللجنة الأولمبية البريطانية (الإنجليزية)
- بريت مورس على موقع اتحاد ألعاب الكومنولث (مؤرشف) (الإنجليزية)